# ジャック・マキーオン
- ジャック・マッキーン

ジョン・アロイシアス・マキーオン（John Aloysius McKeon, 1930年11月23日 - ）は、アメリカ合衆国・ニュージャージー州ミドルセックス郡サウスアンボイ出身の元プロ野球選手（捕手）・監督。ニックネームは、GM時代に積極的にトレードを敢行していたことから、トレーダー・ジャック。
名前については、ジャック・マッキーンと表記されることもある。

## 経歴
1949年に捕手としてピッツバーグ・パイレーツと契約。兵役に就いた1951年を除き、10年間マイナーリーグでプレイ。1955年からは選手兼任監督としてマイナーリーグの監督に就任。マイナーリーグの監督を17シーズン務めた。その間に1965年から1967年にかけてミネソタ・ツインズのスカウトを務めた。
1973年から1975年にかけてカンザスシティ・ロイヤルズ、1977年と1978年はオークランド・アスレチックス、1988年から1990年はサンディエゴ・パドレス、1997年から2000年はシンシナティ・レッズ、2003年から2005年はフロリダ・マーリンズでメジャーの監督を務めた。1980年から1990年はパドレスのゼネラルマネージャーを務めた。
最優秀監督賞に1999年と2003年の2回選出された。2003年は5月11日にジェフ・トーボーグに代わりマーリンズの監督に就任。就任時マーリンズは16勝22敗だったが、就任後は75勝49敗を記録し、アトランタ・ブレーブスの77勝49敗に次いてメジャー2位の勝率を記録。チームはワイルドカードでポストシーズンへ進出し、ニューヨーク・ヤンキースを破り1997年以来6年ぶりのワールドチャンピオンとなった。
2005年10月2日に退任を発表。退任時、74歳のマキーオンはコニー・マック（88歳）、ケーシー・ステンゲル（75歳）に次いでメジャー史上3番目の高齢監督だった。
2011年6月19日、マーリンズはエドウィン・ロドリゲス監督の解任に伴ってマキーオンを監督代行にすることを発表し、6年ぶりに現場に復帰。同年シーズン終了までこれを務めた。80歳での監督（および監督代行）は前述のマックに次ぐ史上2番目の最高齢となった。